# American Poet (álbum)
American Poet es un álbum de uno de los primeros conciertos en solitario del músico estadounidense Lou Reed, grabado en vivo en el Calderone Concert Hall, Hempstead, Nueva York, en el Boxing Day de 1972 durante la gira para su álbum Transformer, la banda de acompañamiento son The Tots.
El disco incluye material del primer y segundo álbum de The Velvet Underground realizados entre 1967 y 1968, y los dos primeros álbumes en solitario de Reed de 1972. La versión de "Berlín" es el arreglo de ese álbum debut. American Poet se lanzó en 2001. Anteriormente se había lanzado como una grabación pirata.
La foto de portada del álbum fue realizada por Mick Rock, el mismo fotógrafo que produjo la portada para el álbum Transformer.

## Lista de canciones
Todas las canciones fueron compuestas por Lou Reed
1. "White Light/White Heat" (4:04)
2. "Vicious" (3:06)
3. "I'm Waiting for the Man" (7:14)
4. "Walk It Talk It" (4:04)
5. "Sweet Jane" (4:38)
6. "Interview" (5:01) Remote broadcast from Ultra Sonic Recording Studios for Tuesday Night Concert series WLIR-FM
7. "Heroin" (8:34)
8. "Satellite of Love" (3:28)
9. "Walk on the Wild Side" (5:55)
10. "I'm So Free" (3:52)
11. "Berlin" (6:00)
12. "Rock & Roll" (5:13)

## Integrantes
- Lou Reed – Cantante líder y guitarra rítmica

The Tots
- Vinny Laporta – guitarra
- Eddie Reynolds – guitarra, coros
- Bobby Resigno – bajo
- Scottie Clark – batería